# DLX5
DLX5 (англ. Distal-less homeobox 5) – білок, який кодується однойменним геном, розташованим у людей на короткому плечі 7-ї хромосоми. Довжина поліпептидного ланцюга білка становить 289 амінокислот, а молекулярна маса — 31 540.
| 10         |  | 20         |  | 30         |  | 40         |  | 50         |
| ---------- |  | ---------- |  | ---------- |  | ---------- |  | ---------- |
| MTGVFDRRVP |  | SIRSGDFQAP |  | FQTSAAMHHP |  | SQESPTLPES |  | SATDSDYYSP |
| TGGAPHGYCS |  | PTSASYGKAL |  | NPYQYQYHGV |  | NGSAGSYPAK |  | AYADYSYASS |
| YHQYGGAYNR |  | VPSATNQPEK |  | EVTEPEVRMV |  | NGKPKKVRKP |  | RTIYSSFQLA |
| ALQRRFQKTQ |  | YLALPERAEL |  | AASLGLTQTQ |  | VKIWFQNKRS |  | KIKKIMKNGE |
| MPPEHSPSSS |  | DPMACNSPQS |  | PAVWEPQGSS |  | RSLSHHPHAH |  | PPTSNQSPAS |
| SYLENSASWY |  | TSAASSINSH |  | LPPPGSLQHP |  | LALASGTLY  |  |            |

A: Аланін

C: Цистеїн

D: Аспарагінова кислота

E: Глутамінова кислота

F: Фенілаланін

G: Гліцин

H: Гістидин

I: Ізолейцин

K: Лізин

L: Лейцин

M: Метіонін

N: Аспарагін

P: Пролін

Q: Глутамін

R: Аргінін

S: Серин

T: Треонін

V: Валін

W: Триптофан

Кодований геном білок за функціями належить до активаторів, білків розвитку, фосфопротеїнів. 
Задіяний у таких біологічних процесах, як транскрипція, регуляція транскрипції, остеогенез, альтернативний сплайсинг. 
Білок має сайт для зв'язування з ДНК. 
Локалізований у ядрі.